# 416 Vatikana
416 Vatikana (mednarodno ime je 416 Vaticana) je asteroid tipa S (po Tholenu)  oziroma Sl (po SMASS) v asteroidnem pasu. 

## Odkritje
Asteroid je odkril francoski astronom A. Charlois ( 1864 – 1910) 4. maja 1896 v Nici. Imenuje se po Vatikanskem griču v Rimu, Italija.

## Lastnosti
Asteroid Vatikana obkroži Sonce v 4,66 letih. Njegova tirnica ima izsrednost 0,219, nagnjena pa je za 12,861° proti ekliptiki. Njegov premer je 85,47  km .